# Martha Pinto
Martha Elena Pinto de De Hart (Bucaramanga, siglo XX) es una economista, ejecutiva y política colombiana, quien se desempeñó como Ministro de Comunicaciones de ese país (2002-2006). 

## Biografía
Nacida en Bucaramanga, capital del Departamento de Santander, realizó su educación primaria y secundaria en el colegio La Santísima Trinidad de la misma ciudad. Posteriormente, estudió economía en la Universidad de los Andes, en Bogotá, misma institución de la cual tiene posgrado en formación gerencial; también tiene posgrados en la misma materia de la Universidad Autónoma de Bucaramanga y el Instituto Tecnológico y de Estudios Superiores de Monterrey.
Ha hecho la mayor parte de su carrera en el sector privado, trabajando para compañías como la Corporación Financiera del Norte, el Citibank y la Corporación de Parques Recreativos de Bucaramanga. También ha sido empresaria del sector de la construcción como socia fundadora y gerente de la empresa Inversiones La Península Ltda; como tal, se desempeñó como Presidenta Ejecutiva de la Cámara Colombiana de la Construcción (Camacol) entre 2009 y 2011.
También ha sido parte de las Juntas Directivas de Findeter, Telecom, Inravisión, Adpostal, Radio Televisión Nacional de Colombia, Gaseosas Hipinto, Promipalma, la Universidad Industrial de Santander, la Corporación Financiera de Santander, Fiduciaria Santander, Acciones de Colombia,  el Programa de Ciencias Sociales y Humanas de Colciencias y la Comisión Asesora del Plan Nacional del Ministerio de Tecnologías de la Información y Comunicaciones.
En el sector público fue consultora del Departamento Nacional de Planeación y asesora de la Gobernación de Santander, llegando a ocupar el cargo de Ministra de Comunicaciones de Colombia entre 2002 y 2006, durante el primer gobierno de Álvaro Uribe Vélez, habiendo participado en su campaña presidencial. De allí pasó a ocupar, entre 2007 y 2009 la Dirección Ejecutiva de la Comisión Regional de Competitividad de Santander.
En las elecciones regionales de 2011 se presentó como candidata a la Alcaldía de Bucaramanga por una coalición entre el Partido de la U y el Partido Conservador. Quedó segunda con 65.122 votos, equivalentes 28.51% del total.
Después de las elecciones regionales de 2023, formó parte del comité de empalme del alcalde electo Jaime Andrés Beltrán.
Está casada con el empresario palmicultor César de Hart Vengoechea y tienen dos hijos, uno de los cuales, Carlos, se desempeñó como Viceministro de Desarrollo Empresarial bajo el gobierno de Juan Manuel Santos.